# Acousmaticus
Acousmaticus is een geslacht van vlinders uit de familie van de Houtboorders (Cossidae). De wetenschappelijke naam en de beschrijving van dit geslacht zijn voor het eerst gepubliceerd in 1882 door Arthur Gardiner Butler.
Dit geslacht is monotypisch, dat wil zeggen dat het maar één soort heeft namelijk Acousmaticus magnicornis Butler, 1882 uit Chili.